# Qarajal
Qarajal (en kazakh : Қаражал, en russe : Каражал) est une ville de l’oblys de Karaganda au Kazakhstan.

## Démographie
La population de la ville est de 19 020 habitants (au 1er janvier 2010).

### Composition ethnique
En 2010, la composition ethnique est la suivante:
| Ethnie      | Habitants | Taux % |
| ----------- | --------- | ------ |
| Kazakhs     | 13 801    | 72,56  |
| Russes      | 3 776     | 19,85  |
| Ukrainiens  | 413       | 2,17   |
| Allemands   | 174       | 0,91   |
| Tatars      | 154       | 0,81   |
| Coréens     | 119       | 0,62   |
| Biélorusses | 98        | 0,52   |
| Bachkirs    | 90        | 0,47   |
| autres      | 395       | 2,08   |
| Total       | 19 020    | 100,00 |